# フランシス・スコット (第2代バクルー公爵)
第2代バクルー公爵フランシス・スコット（英: Francis Scott, 2nd Duke of Buccleuch, 1694年/1695年1月11日 - 1751年4月22日）は、スコットランドの貴族。シッスル勲章受勲者（KT）、王立協会フェロー（FRS）。

## 生涯
初代モンマス公爵ジェイムズ・スコットと初代バクルー女公アン・スコットの息子であるダルキース伯爵ジェームズ・スコットと、初代ロチェスター伯爵ローレンス・ハイドの娘であるレディ・ヘンリエッタ・ハイドの間に生まれた。
誕生時は祖母アンがバクルー公爵であり、はじめは公爵位の次々代の継承者として「エクスデイル卿」の、1705年に父が死去してからは次代の継承者として「ダルキース伯爵」の儀礼称号を称した。
1724年3月12日に王立協会フェローとなる。また1725年2月2日にシッスル勲章を授けられた。
アンが1732年に死去すると、第2代バクルー公爵となった。1734年にスコットランド貴族の中から貴族代表議員に選出され、グレートブリテン王国の貴族院に列する。1743年に、祖父モンマス公爵が叙位されていた爵位のうち「ドンカスター伯爵」と「タインデイルのスコット男爵」がイギリスの議会によって回復され、イングランド貴族の爵位も帯びた。
1751年4月22日に死去し、4月26日にイートン・カレッジのチャペルに葬られた。長男のフランシスに先立たれていたため、その子で孫にあたるヘンリーが爵位を相続した。

## 人物
フリーメイソンであり、1723年6月から1724年6月までイングランドのプリミア・グランドロッジのグランドマスターを務めた。また、貧民街に出掛けてはそこに住まう女性を漁った挙句に手を出す悪癖があり、後妻アリス・パウエルもウィンザー出身の雑役婦であったことから、貴族社会の面汚しと非難されて爪弾きにされた。そのため、フランシスは「前妻との間に子がなければ間違いなくバクルー公爵家を御家断絶に追い込んだ人物」と評されている。

## 家族
バクルーの最初の妻は第2代クイーンズベリー公爵ジェイムズ・ダグラスの長女であるレディ・ジェイン・ダグラスで、1720年4月5日に結婚した。これにより後にクイーンズベリー公爵位がバクルー公爵家へもたらされた。
彼女との間に以下の二男三女をもうけた。
- ダルキース伯爵フランシス・スコット （1721年 - 1750年）
- レディ・ジェイン・スコット （1723年 - 1779年）
- レディ・アン・スコット （1724年 - 1737年）
- レディ・メアリー・スコット （1725年 - 1743年）
- チャールズ・スコット卿 （1727年 - 1747年）

ジェインと死別した後、1744年9月4日にアリス・パウエルと結婚した。遺言によればバクルーはサラ・アトキンソンとの間に六子があり、またエリザベス・ジェンキンスとの間にも一男三女が生まれていたらしい。